# John Cazale
John Holland Cazale (Revere, 12 agosto 1935 – New York, 13 marzo 1978) è stato un attore statunitense.
Nell'arco di sette anni recitò in cinque film che furono tutti candidati al premio Oscar al miglior film; nonostante il numero esiguo di ruoli, e la prematura scomparsa, è ricordato per la caratterizzazione intensa di personaggi eccentrici e malinconici. 

## Biografia
Cazale nacque a Revere, nel Massachusetts, secondogenito dei tre figli di John Cazale, d'origini italiane, e di Cecilia Holland, d'origini irlandesi. Aveva una sorella maggiore, Catherine (1931-2000) e un fratello minore, Stephen. Crebbe tra Winchester e Williamstown, dove frequentò la locale Buxton School e cominciò a interessarsi alla recitazione, frequentando una filodrammatica locale. Studiò teatro inizialmente all'Oberlin College, nell'Ohio, per poi trasferirsi alla Boston University, dove ebbe come docente Peter Kass.
Trasferitosi poi a New York per perseguire le proprie aspirazioni d'attore a teatro e in televisione, conobbe un giovane Al Pacino, col quale strinse una forte amicizia; nel contempo si manteneva lavorando per una compagnia petrolifera. Dopo alcune prestazioni teatrali, Cazale fece il suo esordio al cinema, conquistandosi l'apprezzamento di pubblico e critica, con la parte di Fredo Corleone ne Il padrino, che riprenderà nel suo seguito Il padrino - Parte II, di Francis Ford Coppola, che lo volle anche ne La conversazione, in cui ricoprì il ruolo dello scanzonato collaboratore del protagonista Gene Hackman.
Nel 1975 recitò per la prima volta in un film non diretto da Coppola: Sidney Lumet, sotto imposizione di Pacino, gli diede il ruolo di comprimario dell'amico in Quel pomeriggio di un giorno da cani. L'interpretazione gli consentì di ricevere la sua prima candidatura a un premio cinematografico: fu tra i papabili vincitori del Golden Globe 1976 per il miglior attore non protagonista (il premio andò poi a Richard Benjamin). Al Pacino disse in seguito: «Era il mio compagno di recitazione ideale, avrei voluto recitare con lui sempre, per tutta la vita».
Nonostante fosse malato di cancro ai polmoni, Cazale scelse di continuare a lavorare per poter terminare il suo ultimo film, Il cacciatore, a fianco della sua compagna Meryl Streep. Quando la Universal Studios venne a sapere della malattia di Cazale si dimostrò contraria a ingaggiarlo, perché la sua eventuale morte prima della fine delle riprese sarebbe costata troppo alla produzione, ma la stessa Streep, Robert De Niro e il regista Michael Cimino riuscirono a convincere la produzione. Grazie ad alcune modifiche del piano di lavorazione del film fatte da Cimino, l'attore fu in grado di terminare tutte le sue scene, pur non avendo modo di vederne il risultato finale, perché ai primi di marzo del 1978 per l'aggravarsi delle sue condizioni venne ricoverato all'ospedale oncologico Memorial Sloan Kettering Hospital, ove morì attorno alle 3 di notte di lunedì 13, prima che la post-produzione fosse terminata.

## Filmografia
- Il padrino (The Godfather), regia di Francis Ford Coppola (1972)
- La conversazione (The Conversation), regia di Francis Ford Coppola (1974)
- Il padrino - Parte II (The Godfather Part II), regia di Francis Ford Coppola (1974)
- Quel pomeriggio di un giorno da cani (Dog Day Afternoon), regia di Sidney Lumet (1975)
- Il cacciatore (The Deer Hunter), regia di Michael Cimino (1978) - postumo

## Doppiatori italiani
Nelle versioni in italiano delle opere in cui ha recitato, John Cazale è stato doppiato da:
- Riccardo Cucciolla ne Il padrino, Il padrino - Parte II
- Manlio De Angelis ne La conversazione, Il cacciatore
- Rodolfo Traversa in Quel pomeriggio di un giorno da cani
- Oliviero Dinelli nei ridoppiaggi de Il padrino e Il padrino - Parte II